# Аткинс, Шариф
Ша́риф А́ткинс (англ. Sharif Atkins, род. 29 января 1975, Питтсбург, Пенсильвания) — американский актёр. Наиболее известен по роли Майкла Галланта в телесериале «Скорая помощь».

## Ранняя жизнь
Аткинс родился в Питтсбурге, штат Пенсильвания и вырос в Чикаго, штат Иллинойс. Он получил степень бакалавра по актёрскому мастерству и технике речи в Северо-западном университете в 1997 году. В 1996 году Аткинс был инициирован в качестве члена братства Alpha Phi Alpha в университете.

## Карьера
Аткинс получил известность благодаря роли доктора Майкла Галланта, который дебютировал в восьмом сезоне в 2001 году медицинской драмы «Скорая помощь» телеканала NBC Universal. Он оставил «Скорую помощь» после сезона 2003—2004 годов. В 2004 году он продолжал сниматься в недолгой полицейской драме «Гавайи» в роли бывшего полицейского детектива Чикаго Джона Деклана, который направлен в элитное подразделение департамента полиции Гонолулу.
Аткинс продолжал появляться в «Скорой помощи» в качестве гостя в 2004—2005 и 2005—2006 сезонах сериала, так как его герой вернулся со службы в Ираке в качестве врача армии США в отпуск. Его герой был убит в Ираке в конце сезона 2005—2006 годов.
Аткинс также играл периодически появляющегося героя Гэри Наварро, телепата, в известном телесериале «4400». Играл специального агента Клинтона Джонса в сериале «Белый воротничок». Он появился в качестве помощника прокурора Соединённых Штатов Атторни Риверса в драме CBS «Хорошая жена». Аткинс также сыграл в одном из эпизодов сериала «Мыслить как преступник» и был приглашенным актёром в 8 сезоне «C.S.I.: Место преступления Майами».